# Vikariat Unter dem Manhartsberg
Das Vikariat Unter dem Manhartsberg (Vikariat Nord) ist eines der drei Vikariate der Erzdiözese Wien.
Seit 1. September 2012 ist Weihbischof Stephan Turnovszky Bischofsvikar und folgte damit Matthias Roch. Das Vikariat unterteilt sich in folgende Dekanate mit Pfarren in den angegebenen Gemeinden:
- Dekanat Gänserndorf
  - Angern an der March, Auersthal, Bockfließ, Deutsch-Wagram, Gänserndorf, Groißenbrunn, Lassee, Mannersdorf an der March, Matzen, Oberweiden, Ollersdorf, Prottes, Raggendorf, Schönkirchen, Stillfried, Strasshof an der Nordbahn, Untersiebenbrunn, Weikendorf, Zwerndorf

- Dekanat Hadersdorf-Wagram
  - Absdorf, Altenwörth, Bierbaum am Kleebühel, Elsarn im Straßertal, Engabrunn, Etsdorf am Kamp, Fels am Wagram, Feuersbrunn, Gösing am Wagram, Grafenwörth, Hadersdorf am Kamp, Haitzendorf, Kirchberg am Wagram, Königsbrunn am Wagram, Neuaigen, Stetteldorf am Wagram, Straß im Straßertal

- Dekanat Hollabrunn
  - Aspersdorf, Bergau, Breitenwaida, Eggendorf im Thale, Enzersdorf im Thale, Göllersdorf, Groß, Großnondorf, Großstelzendorf, Guntersdorf, Göllersdorf, Hollabrunn, Immendorf, Kammersdorf, Maria Roggendorf, Mittergrabern, Nappersdorf, Oberfellabrunn, Oberstinkenbrunn, Schöngrabern, Sonnberg, Wullersdorf

- Dekanat Korneuburg
  - Bisamberg, Enzersfeld, Großrußbach, Harmannsdorf, Karnabrunn, Klein-Engersdorf, Kleinwilfersdorf, Korneuburg, Langenzersdorf-Dirnelwiese, Langenzersdorf-St. Katharina, Leobendorf, Obergänserndorf, Spillern, Stetten, Würnitz

- Dekanat Laa-Gaubitsch
  - Ameis, Asparn an der Zaya, Eichenbrunn, Fallbach, Gaubitsch, Gnadendorf, Grafensulz, Großharras, Hagenberg, Hanfthal, Kottingneusiedl, Laa an der Thaya, Loosdorf, Michelstetten, Neudorf bei Staatz, Patzmannsdorf, Pottenhofen, Staatz, Stronsdorf, Unterstinkenbrunn, Wenzersdorf, Wildendürnbach, Wultendorf, Wulzeshofen, Zlabern, Zwingendorf

- Dekanat Marchfeld
  - Breitensee, Breitstetten, Eckartsau, Engelhartstetten, Groß-Enzersdorf, Haringsee, Leopoldsdorf im Marchfelde, Loimersdorf, Marchegg, Markgrafneusiedl, Markthof, Obersiebenbrunn, Orth an der Donau, Probstdorf, Raasdorf, Stopfenreuth, Witzelsdorf

- Dekanat Mistelbach-Pirawarth
  - Bad Pirawarth, Bullendorf, Eibesthal, Frättingsdorf, Gaweinstal, Groß-Schweinbarth, Hohenruppersdorf, Höbersbrunn, Hörersdorf, Hüttendorf, Kettlasbrunn, Kleinharras, Martinsdorf, Mistelbach, Niedersulz, Obersulz, Paasdorf, Pellendorf, Schrick, Siebenhirten, Wilfersdorf

- Dekanat Poysdorf
  - Altlichtenwarth, Altruppersdorf, Bernhardsthal, Drasenhofen, Erdberg, Falkenstein, Großkrut, Hausbrunn, Herrnbaumgarten, Katzelsdorf, Kleinhadersdorf, Kleinschweinbarth, Ottenthal, Poysbrunn, Poysdorf, Reintal, Schrattenberg, Stützenhofen, Walterskirchen, Wetzelsdorf

- Dekanat Retz-Pulkautal
  - Alberndorf im Pulkautal, Deinzendorf, Hadres, Haugsdorf, Jetzelsdorf, Kleinhöflein, Kleinriedenthal, Mailberg, Mitterretzbach, Obermarkersdorf, Obernalb, Obritz, Pfaffendorf, Platt, Pulkau, Retz, Schrattenthal, Seefeld, Unternalb, Untermarkersdorf, Unterretzbach, Waitzendorf, Watzelsdorf, Zellerndorf

- Dekanat Schmidatal
  - Braunsdorf, Eggendorf am Walde, Fahndorf, Frauendorf an der Schmida, Gettsdorf, Glaubendorf, Goggendorf, Grafenberg, Großmeiseldorf, Großriedenthal, Großweikersdorf, Großwetzdorf, Hohenwarth, Limberg, Maissau, Mühlbach am Manhartsberg, Niederrußbach, Niederschleinz, Oberthern, Radlbrunn, Ravelsbach, Rohrbach, Roseldorf, Rupperthal, Röschitz, Sitzendorf an der Schmida, Stoitzendorf, Straning, Stranzendorf, Unterdürnbach, Wartberg, Zemling, Ziersdorf

- Dekanat Stockerau
  - Ernstbrunn, Großmugl, Haselbach, Hausleiten, Herzogbirbaum, Höbersdorf, Leitzersdorf, Maisbirbaum, Merkersdorf, Niederhollabrunn, Niederleis, Oberhautzental, Oberleis, Obermallebarn, Pyhra, Senning, Sierndorf, Simonsfeld, Stockerau

- Dekanat Wolkersdorf
  - Gerasdorf bei Wien, Großengersdorf, Großebersdorf, Hautzendorf, Herrnleis, Kronberg, Ladendorf, Manhartsbrunn, Münichsthal, Niederkreuzstetten, Oberkreuzstetten, Obersdorf, Pillichsdorf, Schleinbach, Seyring, Süßenbrunn, Traunfeld, Ulrichskirchen, Unterolberndorf, Wolfpassing an der Hochleithen, Wolkersdorf im Weinviertel

- Dekanat Zistersdorf
  - Dobermannsdorf, Drösing, Dürnkrut, Ebenthal, Großinzersdorf, Hauskirchen, Hohenau an der March, Jedenspeigen, Loidesthal, Maustrenk, Neusiedl an der Zaya, Niederabsdorf, Palterndorf, Prinzendorf an der Zaya, Rabensburg, Ringelsdorf, Sierndorf an der March, Spannberg, Velm-Götzendorf, Waidendorf, Zistersdorf

Das Dekanat Ernstbrunn wurde mit 1. September 2016 aufgelöst und die Pfarren auf die Dekanate Stockerau, Laa-Gaubitsch und Wolkersdorf aufgeteilt. Weiters wurden mit 1. September 2016 die Dekanate Retz und Haugsdorf zum Dekanat Retz-Pulkautal zusammengelegt.